# Прибрежен хребет
Прибрежният хребет (на руски: Прибрежный хребет), или Крайбрежен хребет, е планински хребет в Далечния Изток, разположен в северната част на Хабаровски край, Русия.
Простира се от югозапад (Удската губа) на североизток (долината на река Охота) на протежение над 650 km, покрай целия северозападен бряг на Охотско море. На югоизток със стръмни, на места отвесни склонове се спуска към брега на Охотско море, а на северозапад чрез дълбока тектонска депресия е отделен от хребета Джугджур. Ширина до 50 km. Максимална височина връх Начална 1606 m (55°25′25″ с. ш. 135°55′15″ и. д. / 55.423611° с. ш. 135.920833° и. д.), разположен в най-южната му част. Хребетът е изграден от горнопалеозойски диорити, горномезозойски порфирити и туфи. От долините на множество реки Киран, Немуй, Муте, Лантар, Алдома, Улкан, Тукчи, Уля и др. е разрязан на отделни по-малки хребети (Улински, Алдомски и др.). В долините, защитени от студените морски ветрове растат гори от аянски смърч, а по склоновете – гори от лиственица и участъци заети от кедров клек.